# Ținutul Olt
Ținutul Olt (denumirea propusă inițial fiind ținutul Jiu) a fost unul din cele zece ținuturi înființate în 1938, prin Legea administrativă din 14 august, după ce regele Carol al II-lea a inițiat în România o reformă instituțională de tip fascist, modificând Constituția României, legea administrării teritoriale și introducând dictatura. A fost desființat prin Decretul-Lege nr. 3219 din 21 septembrie 1940.

## Județe încorporate
În conformitate cu reforma administrativă și constituțională din anul 1938, cele 71 de județe au fost subordonate ținuturilor. Cele șase județe care au compus ținutul Olt au fost următoarele: 
- Dolj
- Gorj
- Mehedinți
- Olt
- Romanați
- Vâlcea

## Stema
Conform Decretului Regal nr. 4285 din 13 decembrie 1938, stema ținutului Olt consta din „Scutul: 6 fâșii așezate orizontal, alternând roșu, aur («coticé»), înfățișând cele 6 județe ale ținutului, prin culorile predominante din stemele lor. Peste tot, un leu de aur, ridicat către dreapta, ghiarele și limba negre, înfățișând leul vechiului banat oltean”. 

## Rezidenți regali
- gen. Romulus Scărișoreanu (13 august 1938[5][6] – 1 februarie 1939[6][7])
- Dinu Simian (1 februarie 1939[7][8] – 22 septembrie 1940[8])